# Anna-Maija Mertens

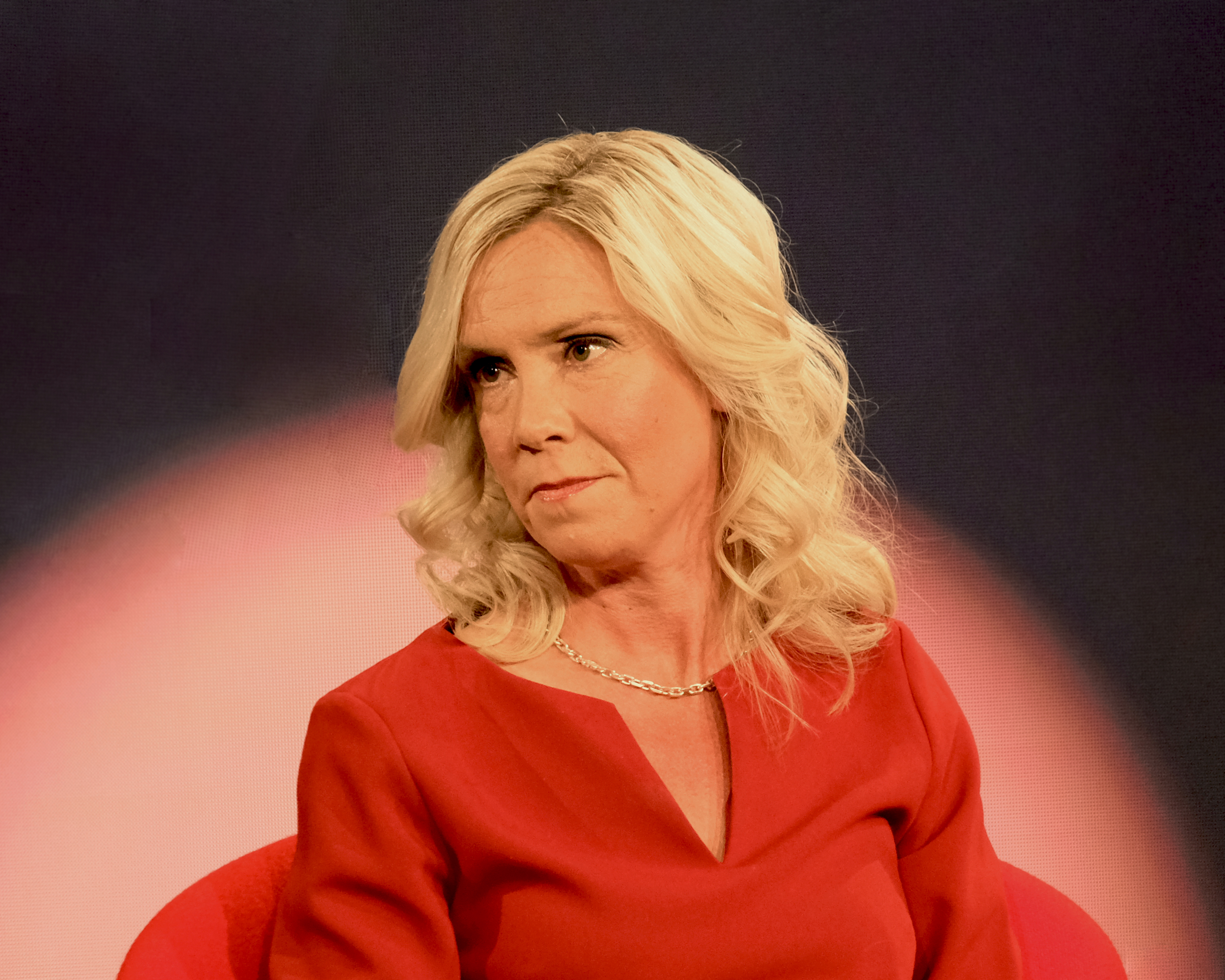
Anna-Maija Mertens (2025)

Anna-Maija Mertens (* 1975 in Helsinki als Anna-Maija Kasanen) ist eine deutsch-finnische Politikwissenschaftlerin. Sie war von 2010 bis 2014 Direktorin des Finnland-Instituts in Deutschland und von 2014 bis 2024 Geschäftsführerin von Transparency International Deutschland. Seit 2024 ist sie Vorständin beim Deutschen Institut für Compliance. Sie ist seit 14. Oktober 2024 ehrenamtliche Präsidentin der Europäischen Bewegung Deutschland.

## Leben und Ausbildung
Als Finnin 1975 in Helsinki geboren besuchte Anna-Maija Mertens das Sibelius-Musikgymnasium in Helsinki. Sie lebt seit 1995 in Deutschland, zunächst in Münster, wo sie an der Westfälischen Wilhelms-Universität Münster (WWU) Politikwissenschaft, Wirtschaftspolitik und Neuere und Neueste Geschichte studierte. Ihre Dissertation verfasste sie über den Verfassungsentwurf der Europäischen Union mit einer besonderen Berücksichtigung der permanenten Präsidentschaft des Europäischen Rates sowie ihrer politischen Legitimität. Sie spricht Finnisch, Deutsch, Englisch und Schwedisch und besitzt die finnische und deutsche Staatsbürgerschaft.

## Berufliche Laufbahn
Nach ihrer Promotion arbeitete sie als Projektmanagerin an der Arbeitsstelle Forschungstransfer der Universität Münster von 2003 bis 2007 und anschließend als Unternehmensberaterin in Bonn. Seit 2011 ist sie Gesellschafterin einer Personalvermittlung und Unternehmensberatung.
Von 2010 bis 2014 leitete Mertens als Geschäftsführende Direktorin das Finnland-Institut in Deutschland, eine vom finnischen Unterrichtsministerium geförderte zivilgesellschaftliche Wissenschafts-, Kultur- und Wirtschaftsinstitution mit dem Ziel, die Zusammenarbeit zwischen Finnland und den deutschsprachigen Ländern Europas zu fördern und zu vertiefen. Von 2014 bis 2024 war Mertens Geschäftsführerin von Transparency International Deutschland, einer gemeinnützigen Antikorruptionsorganisation. Seit 2024 ist sie Vorständin beim Deutschen Institut für Compliance (DICO). Zudem ist sie Lehrbeauftragte an der Hochschule für Wirtschaft und Recht Berlin sowie an der Willy Brandt School of Public Policy der Universität Erfurt.

## Inhaltliche Schwerpunkte und Wirken
Anna-Maija Mertens ist eine Politikwissenschaftlerin, deren wissenschaftliche und berufliche Schwerpunkte sich auf Europapolitik, politische Entscheidungsfindung und Gesetzgebung, politische Legitimität und Korruptionsbekämpfung konzentrieren. Als Geschäftsführerin für Transparency International lobbyierte sie in der Bundespolitik für mehr Transparenz in der Gesetzgebung, in öffentlichen Auftritten und in Stellungnahmen im Bundestag. Sie vertritt neben weitreichenden Forderungen nach Lobbytransparenz auch ein differenziert positives Bild von Lobbyismus, den sie als notwendigen Teil der Demokratie sieht. Die Zivilgesellschaft kritisiert sie, dass sie sich per se immer zu den Guten erklärt.
Vor ihrem binationalen kulturellen Hintergrund bevorzugt sie eine politische Streitkultur, die sie vornehmlich in Deutschland sieht. Als Expertin ist Anna-Maija Mertens in vielen Medien wie der ZEIT, der ARD der Deutschen Welle oder dem Deutschlandfunk präsent.

## Veröffentlichungen (Auswahl)
- Anna-Maija Kasanen: Zwischen Macht und Ausgleich. Der hauptamtliche Präsident des Europäischen Rates im Entscheidungssystem der EU. VDM Verlag Dr. Müller, Saarbrücken 2007, ISBN 978-3-8364-4587-0 (Zugl.: Münster (Westfalen), Univ., Diss., 2006).
- Jan Hecker-Stampehl, Bernd Henningsen, Anna-Maija Mertens, Stephan Michael Schröder (Hrsg.): 1809 und die Folgen. Finnland zwischen Schweden, Russland und Deutschland. Berliner Wissenschafts-Verlag, Berlin 2011, ISBN 978-3-8305-2683-4.